# Lijst van burgemeesters van Houthalen-Helchteren
Dit is een chronologische lijst van burgemeesters van de Belgische gemeente Houthalen-Helchteren vanaf haar ontstaan op 1 januari 1977 door de fusie van de gemeenten Houthalen en Helchteren.
| periode      | naam burgemeester          | opmerking                                                                              |
| ------------ | -------------------------- | -------------------------------------------------------------------------------------- |
| 1977 - 1982  | Jan Gerits (1925-2011)     | CVP, senator, was vanaf 1971 burgemeester van de voormalige gemeente Houthalen         |
| 1983 - 1992  | Lode Franssens (1929-2017) | CVP, advocaat, was van 1965 tot 1970 burgemeester van de voormalige gemeente Houthalen |
| 1992 - 2000  | Maurice Vanoevelen (1949)  | CVP                                                                                    |
| 2001 - 2003  | Jules D'Oultremont (1947)  | sp.a, werd in 2003 lid van de Bestendige Deputatie                                     |
| 2003 - heden | Alain Yzermans (1967)      | sp.a                                                                                   |